# هاوثورن (فلوریدا)
هاوثورن (به انگلیسی: Hawthorne) شهری در شهرستان آلاچوا ایالت فلوریدا است که در سال ۱۸۸۱ بنیان‌گذاری شده‌است. این شهر طبق سرشماری سال ۲۰۱۰ میلادی، ۱٬۴۱۷ نفر جمعیت داشته و مساحت آن نیز ۱۲٫۴ کیلومتر مربع است.